# Volker Busse

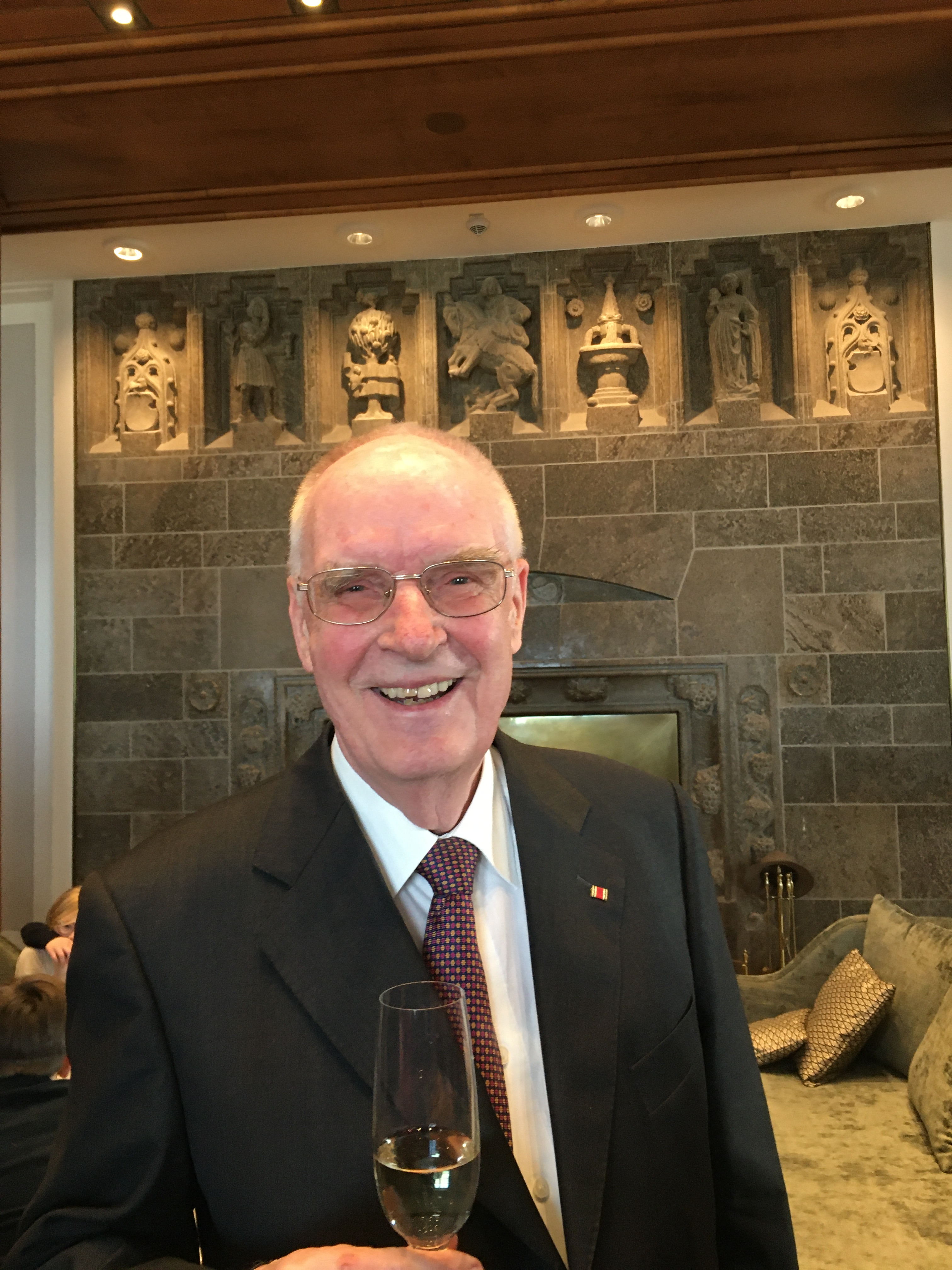
Volker Busse 18. Januar 2020

Volker Busse (* 29. Dezember 1939 in Gottesberg/Schlesien) ist ein deutscher Jurist. Er war zunächst Richter, dann von 1974 bis 2005 Beamter im Bundeskanzleramt in Bonn und Berlin, zuletzt als Ministerialdirigent Leiter des Dienststelle Bonn des Bundeskanzleramtes.

## Leben
Volker Busse studierte, nach seinem Abitur in Nienburg/Weser, Rechtswissenschaften in Heidelberg und Bonn. Er schloss seine juristische Ausbildung 1969 mit dem 2. Staatsexamen in Düsseldorf und der Promotion an der Ruhr-Universität in Bochum ab. Danach war er von 1969 bis 1974 Richter im Oberlandesgerichtsbezirk Köln. Von 1974 bis zu seiner Pensionierung 2005 war er Beamter im Bundeskanzleramt und danach noch bis 2007 vertraglich für das Amt tätig. Im Bundeskanzleramt leitete er in Bonn, seit 1999 in Berlin zunächst mehrere Referate, dann nacheinander mehrere Gruppen und wurde 1987 zum Ministerialdirigent ernannt. Schließlich leitete er bis 2005 die Außenstelle des Amtes in Bonn. Volker Busse ist verheiratet und hat drei Kinder.

## Arbeitsschwerpunkte
Im Bundeskanzleramt erstreckten sich seine Zuständigkeiten insbesondere auf rechts- und innenpolitische Fragen, u. a. staatliche Organisation, Verfassungsrecht, Öffentliches Dienstrecht, Bund-Länder-Beziehungen, Vorhabenplanung, Gesetzgebungsverfahren, Verwaltung, deutsche Einheit, Hauptstadtfragen.
Daneben war er von 1997 bis 2016 Dozent an der Bundesakademie für öffentliche Verwaltung in Brühl und Berlin und von
2003 bis 2006 Lehrbeauftragter an der Humboldt-Universität zu Berlin, sowie mehrere Jahre in den Aufsichtsräten für die Gästehaus Petersberg GmbH, Königswinter, sowie für die Bundesbaugesellschaft GmbH Berlin.
Er führte Fachgespräche mit Politikern und Verwaltungsfachleuten aus über 30 Staaten und leistete Regierungsberatung in mehreren Staaten, insbesondere in Osteuropa und Ostasien, vor allem mehrfach in der Ukraine, in Bulgarien, in Vietnam und in der Mongolei.

## Auszeichnungen
1985 bekam Busse das Verdienstkreuz am Bande des Verdienstordens der Bundesrepublik Deutschland.

## Veröffentlichungen
- Bundeskanzleramt und Bundesregierung, 1. Auflage, Verlag Hüthig, Heidelberg, 1994, ISBN 3-7785-2299-X., dann 2.–7. Auflage und schließlich 8. Auflage, (gemeinsam mit Hans Hofmann seit der 5. Auflage), Nomos-Verlag, Baden-Baden, 2022, ISBN 978-3-8487-7465-4.
- Kommentierung des Rechts der Bundesregierung (Artikel 62–69 GG) im Berliner Kommentar zum Grundgesetz von Friauf/Höfling, Erich Schmidt Verlag Berlin, ISBN 978-3-503-05911-9, letzte Ergänzungslieferung 3/2019.
- Kommentierungen des Bundesministergesetzes, des Gesetzes über die Parlamentarischen Staatssekretäre und der Geschäftsordnung der Bundesregierung in der Gesetzes- und Kommentarsammlung des Nomos-Verlages zum Deutschen Bundesrecht, ISBN 978-3-7890-0191-8, letzte Ergänzungslieferung August 2018.
- Der Kernbereich exekutiver Eigenverantwortung im Spannungsfeld der staatlichen Gewalten, in: Die öffentliche Verwaltung 1989, S. 45–54.
- Das vertragliche Werk der deutschen Einheit und die Änderungen von Verfassungsrecht, in: Die öffentliche Verwaltung 1991, S. 345–354.
- Umzugsplanung Bonn-Berlin. Kooperation und Koordination bei der Planung des Umzugs von Bonn nach Berlin, in: Die öffentliche Verwaltung 1994, S. 497–504.
- Der Bund und das Grundgesetz heute – Herausforderungen und Perspektiven auf staatsorganisatorischem Gebiet, in: Bitburger Gespräche, Jahrbuch 1995/I, hrsg. von der Gesellschaft für Rechtspolitik Trier, München 1995, ISBN 3-406-40153-8, S. 45–59.
- Regierungs- und Verwaltungsreform auf Bundesebene; Veränderungen auf dem Weg zum Schlanken Staat, in: Staatswissenschaften und Staatspraxis 1997, S. 401–416.
- Regierungsbildung aus organisatorischer Sicht – Tatsächliche und rechtliche Betrachtungen am Beispiel des Regierungswechsels 1998, in: Die öffentliche Verwaltung 1999, S. 313–322.
- Gesetzgebungsarbeit der Bundesregierung – Politik und Planung, in: Waldemar Schreckenberger/Detlef Merten, Grundfragen der Gesetzgebungslehre, Berlin 2000, ISBN 3-428-10389-0, S. 47–76.
- Änderungen der Organisation der Bundesregierung und Zuständigkeitsanpassungsgesetz 2002 – Erläuterungen am Beispiel der Regierungsbildung 2002, in: Die öffentliche Verwaltung 2003, S. 51–62.
- Auflösung des Bundestages als Reformproblem, in: Zeitschrift für Rechtspolitik 2005, S. 257–260.
- Regierungsinternes Gesetzgebungsvorbereitungsverfahren, in: Klemens H. Schrenk/Markus Soldner (Hrsg.), Analyse demokratischer Regierungssysteme, Festschrift für Wolfgang Isayr zum 65. Geburtstag, Wiesbaden 2010, ISBN 978-3-531-16309-3, S. 221–236.
- Organisation der Bundesregierung und Organisationsentscheidungen der Bundeskanzler in ihrer historischen Entwicklung und im Spannungsfeld zwischen Exekutive und Legislative, in: Der Staat 2006, S. 245–268.
- Organisation und Aufbau des Bundeskanzleramtes – Historischer Überblick, in: Bundeskanzleramt/Stiftung Haus der Geschichte der Bundesrepublik Deutschland (Hrsg.), Die Bundeskanzler und ihre Ämter, Heidelberg 2006, ISBN 978-3-937086-14-9, S. 206–215.
- Verbesserung der Gesetzgebungarbeit in ausgewählten Staaten Ostasiens, in: Zeitschrift für Gesetzgebung 2010, S. 193–195.
- Die Bonner Gebäude: Bundeskanzler in ihrer zeitgeschichtlichen Bedeutung, in: Bonner Geschichtsblätter 2010, ISSN 0068-0052, S. 175–195.
- Insgesamt über 30 Abhandlungen zu verfassungsrechtlichen, sonstigen rechtlichen Fragen sowie zu Hauptstadtfragen in Fachzeitschriften und Sammelbänden. Die meisten davon sind vorstehend oder mit Fundstellen zitiert im eingangs erwähnten Buch über Bundeskanzleramt und Bundesregierung.